# واسیلیوکا (شهرستان چوئی)
واسیلیوکا (به لاتین: Vasilyevka) یک روستا در قرقیزستان است که در شهرستان علم‌الدین واقع شده‌است. واسیلیوکا ۶٬۴۲۲ نفر جمعیت دارد.